# Argynne de l'Atlantique
Speyeria atlantis
Espèce
L'Argynne de l'Atlantique (Speyeria atlantis) est une espèce de lépidoptères, un papillon diurne d'Amérique du Nord appartenant à la famille des Nymphalidae (sous-famille des Heliconiinae, genre Speyeria).

## Dénomination
Speyeria atlantis a été nommé par William Henry Edwards en 1882.
Synonymes : Argynnis atlantis ; Dyar, 1903.

### Noms vernaculaires
L'Argynne de l'Atlantique se nomme Atlantis Fritillary en anglais.

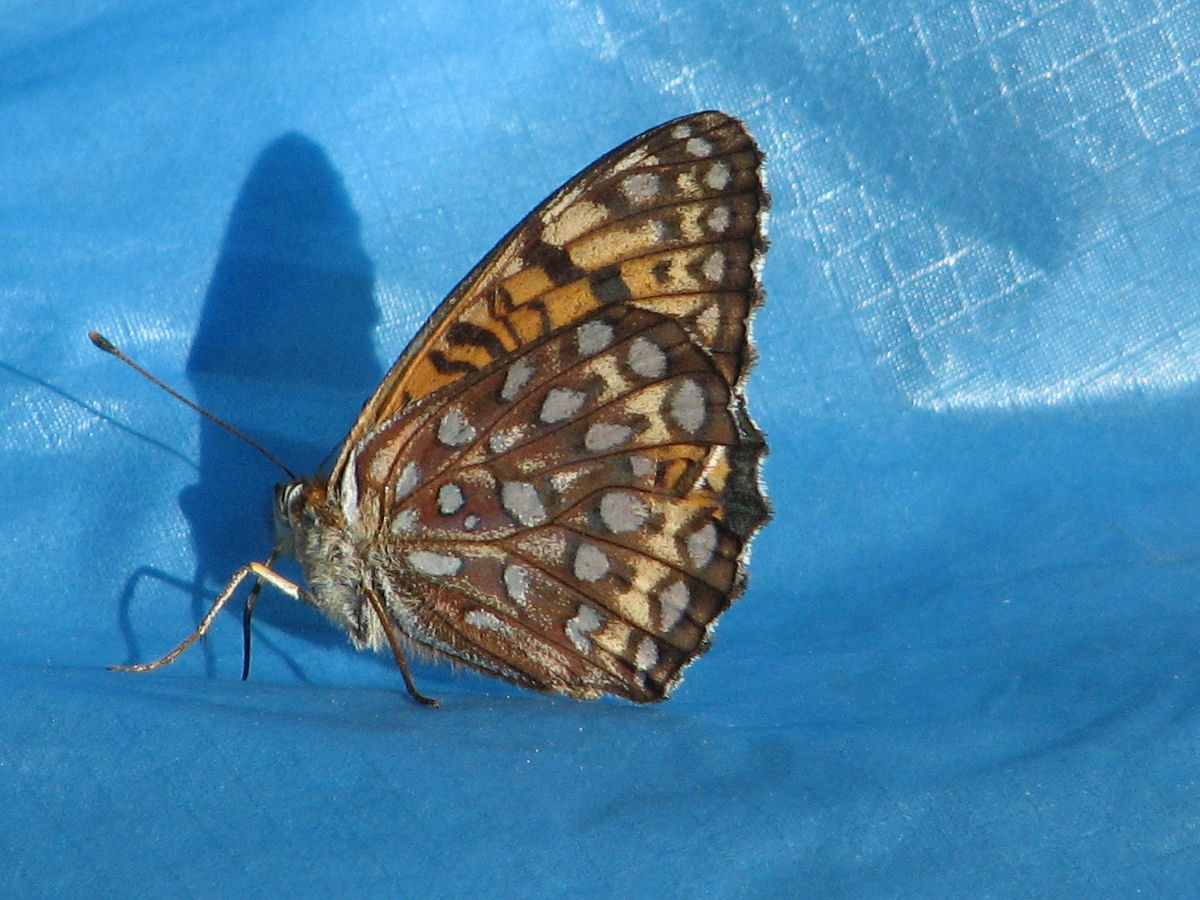
Revers.

### Sous-espèces
- Speyeria atlantis beani (Barnes et Benjamin, 1926)
- Speyeria atlantis canadensis (dos Passos, 1935)
- Speyeria atlantis chitone (Edwards, 1879)
- Speyeria atlantis dennisi dos Passos et Grey, 1947
- Speyeria atlantis dodgei (Gunder, 1931)
- Speyeria atlantis dorothea Moeck, 1947
- Speyeria atlantis electa (Edwards, 1878)
- Speyeria atlantis elko Austin, 1983
- Speyeria atlantis greyi (Moeck, 1950)
- Speyeria atlantis hesperis (Edwards, 1864) ou Speyeria hesperis
- Speyeria atlantis hollandi (F. et R. Chermock, 1940)
- Speyeria atlantis hutchinsi dos Passos et Grey, 1947
- Speyeria atlantis irene (Boisduval, 1869)
- Speyeria atlantis beani (Barnes et Benjamin, 1926)
- Speyeria atlantis lurana dos Passos et Grey, 1945
- Speyeria atlantis nausicaa (Edwards, 1874)
- Speyeria atlantis nikias (Ehrmann, 1917)
- Speyeria atlantis schellbachi Garth, 1949
- Speyeria atlantis tetonia dos Passos et Grey, 1945
- Speyeria atlantis viola dos Passos et Grey, 1945
- Speyeria atlantis wasatchia dos Passos et Grey, 1945[1].

## Description
C'est un grand papillon de couleur orange ornementé de marron. Son envergure varie de 50 à 70 mm. Sur le dessus, aux ailes antérieures comme aux ailes postérieures la fine bordure est marron et doublée d'une ligne de chevrons marron chacun dans un grand damier orange marqué au centre d'une tache ronde. Le reste de l'ornementation marron, variable, reste discret et la partie basale est plus foncée, orange suffusé de marron.
Le revers des antérieures est plus clair avec la même ornementation, celui des postérieures lui aussi jaune pâle à marron violacé pâle est orné de taches ovales nacrées, et d'une ligne submarginale de taches arrondies blanc nacré,.

### Chenille
La chenille, de couleur noire est ornée de bandes grises et d'épines orange.

## Biologie

### Période de vol et hivernation
L'Argynne de l'Atlantique vole en une génération de mi-juin et septembre..
Il hiverne au stade de jeune chenille.

### Plantes hôtes
Les plantes hôtes sont des violettes.

## Écologie et distribution
Il est présent en Amérique du Nord dans tout le Canada depuis le sud de la taïga, de Terre-Neuve au nord de la Colombie-Britannique et dans les états du nord des USA limitrophes du Canada, État de Washington, Idaho et Montana, du Minnesotaet du Wisconsin à la Virginie et au Nouveau-Brunswick ainsi que sous forme d'un isolat au Colorado,,.

### Biotope
Il réside dans les prairies, les forêts clairsemées, les canyons.

### Protection
Pas de statut de protection particulier.